# 전동항공기

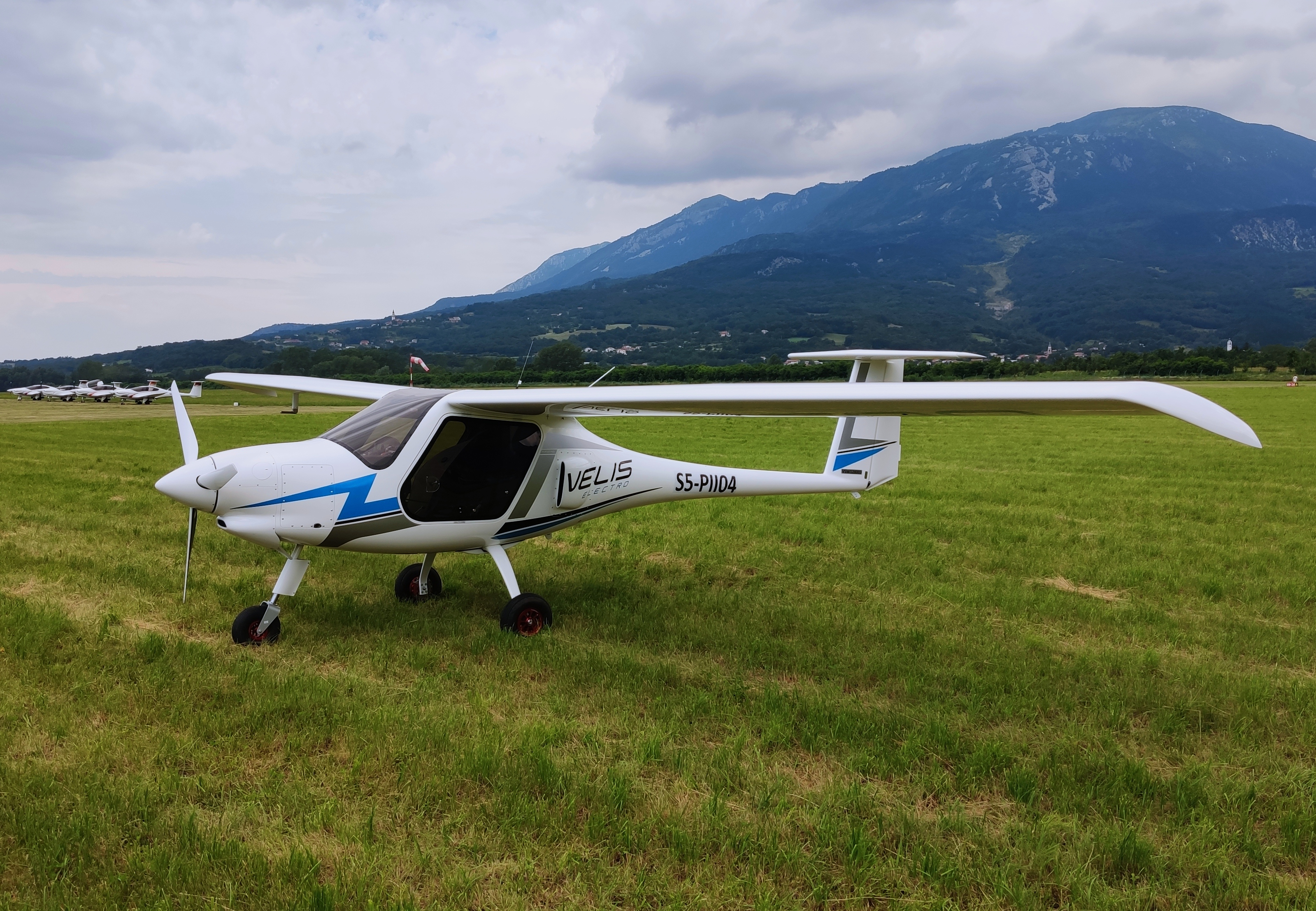
벨리스 일렉트로는 2020년 6월 10일 사람을 태운, 인증을 받은 최초의 전동항공기이다.

전동항공기(electric aircraft)는 거의 무조건 프로펠러를 구동하는 하나 이상의 전동기를 통해 전기를 공급받는 항공기이다. 전기는 다양한 방식으로 공급받을 수 잇는데 가장 흔한 것이 전지이다. 전동모형항공기는 적어도 1970년대에 비행했으며 이것들은 21세기 여러 목적으로 사용되는 소형 무인 항공기(UAV)나 드론의 전신이었다.
유인 전동 헬리콥터는 1917년으로 거슬러 올라가며, 비행선의경우 그 전 세기로 거슬러 올라가지만 최초의 유인전동비행기 MB-E1은 1973년 들어서야 제조되었고 오늘날의 유인 전동항공기는 오직 실험적인 프로토타입으로만 남아있다. 2015년부터 2016년 사이 솔러 임펄스 2가 태양전력을 이용한 지구의 순회비행을 완료했다. 최근 상용여객기와 개인용 비행차량 등 전기여객기의 관심이 커지고 있다.

## 같이 보기
- 전기차량
- 태양 에너지
- 수직 이착륙기